# 佐林斯克
佐林斯克（羅馬化：Zoryns'k）法理上是乌克兰东部盧甘斯克州阿尔切夫斯克区阿尔切夫斯克市镇内的城市，事实上隶属于俄罗斯卢甘斯克人民共和国佩列瓦利斯克區。該市始建於1878年，面積9平方公里，海拔高度245米，2022年人口数量为7,096人。2014年顿巴斯战争后，由卢甘斯克人民共和国实际控制。